# Tuzlaite
La tuzlaite è un minerale.